# San José del Guaviare
San José del Guaviare ist die Hauptstadt und eine weitläufige Gemeinde (municipio) im Departamento Guaviare im östlichen Andenvorland von Kolumbien, etwa 400 km südöstlich der Hauptstadt Bogotá.

## Geographie

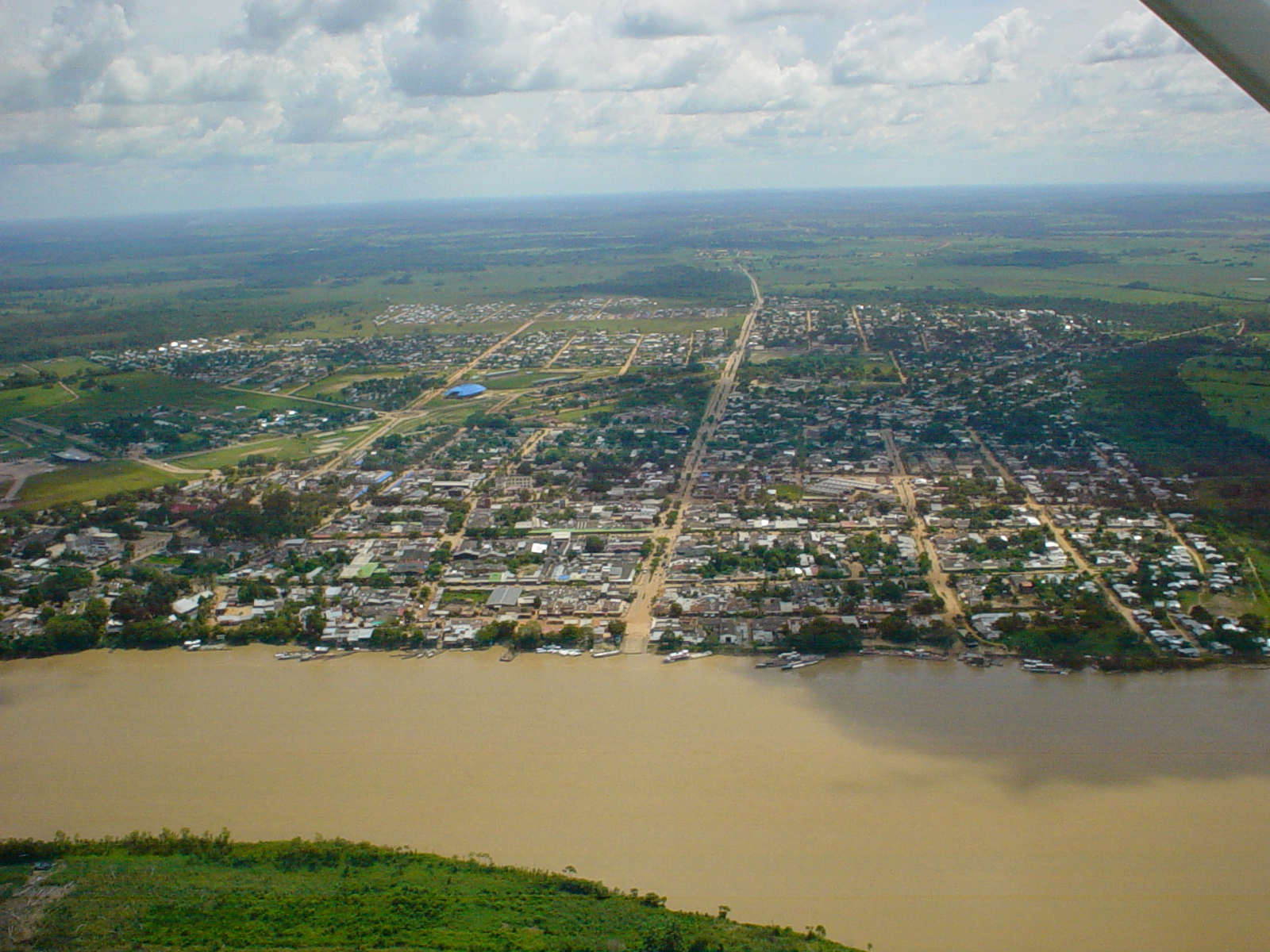
Luftbild von San José del Guaviare

San José ist die Hauptstadt des dünn besiedelten Departamento Guaviare. Die Gemeinde liegt im Norden von Guaviare am Río Guaviare sowie an dessen Oberlauf, dem Río Guayabero. Ihre geografischen Koordinaten sind 2°35' Nord und 72°38' West.
Das Gemeindegebiet hat 12 größere Siedlungen und eine Fläche von rund 16.500 km², was etwa jener von ganz Thüringen entspricht. Es erstreckt sich in Ost-West-Richtung 300 km entlang des Flusses, ins Hinterland südlich des Guaviare aber nur etwa 30–60 km. 
In einer Talenge etwa 20 km flussaufwärts von San José weist der Río Guaviare heftige Stromschnellen auf.
Die Gemeinde grenzt im Westen an La Macarena in Meta, im Norden an La Macarena, Vista Hermosa, Puerto Rico, Puerto Concordia und Mapiripán in Meta, im Osten an Mapiripana in Guainía, im Süden an Calamar und El Retorno.

## Bevölkerung
Die Gemeinde San José del Guaviare hat 68.878 Einwohner, von denen 48.877 im städtischen Teil (cabecera municipal) der Gemeinde leben (Stand: 2019).

## Geschichte
Die Flussufer in der Region werden schon seit Jahrhunderten von Indigenen bewohnt, aber auch das Hinterland. Anfang des 20. Jahrhunderts entstanden erste Siedlerkolonien und Farmen. Die Stadt San José selbst wurde 1910 errichtet, dem heiligen Josef gewidmet und nach dem Fluss benannt, an dem sie liegt. 1976 erhielt San José del Guaviare den Status einer Gemeinde. 1991 wurde die Stadt Hauptstadt des neugegründeten Departamentos Guaviare.

## Wirtschaft
Die wichtigsten Wirtschaftszweige von San José del Guaviare sind Handel, Rinderproduktion und Landwirtschaft.

## Verkehr
Der Flughafen San José del Guaviare ist der einzige Flughafen im Departamento, eine Eisenbahnanbindung der Stadt existiert nicht. Die von Bogotá und dem nördlichen Nachbardepartamento Meta kommende, befestigte Landstraße überquert den Guayabero bei der Siedlung Puerto Arturo und geht noch 80 km nach Süden bis zur Nachbargemeinde Calamar. Außerdem spielt der Transport über den Flussweg ins Innere des Departamentos eine wichtige Rolle.

## Persönlichkeiten
- Alexander Bermúdez (* 1974), Politiker